# J.M.K.E.
A J.M.K.E. észt punk rock-zenekar, amely 1986. január 18-án alakult Tallinnban. Külmale maale című debütáló albumukat 1989-ben adták ki; az albumon szerepelt egyik leghíresebb daluk, a Tere Perestroika.

## Diszkográfia
- 1989: Külmale maale
- 1993: Gringode kultuur
- 1994: Sputniks In Pectopah
- 1996: Rumal nali 1986-1989
- 1996: Jäneste invasioon
- 1997: Totally Estoned - The Best Of J.M.K.E
- 2000: Õhtumaa viimased tunnid
- 2002: Ainult planeet
- 2006: Mälestusi Eesti NSV-st
- 2011: Jasonit ei huvita